# Usager de la santé
En France, l'usager de la santé est une personne qui utilise ou est susceptible d'avoir à utiliser les services de santé, publics ou privés.

## Historique (France)

### Le concept d'usagers de la santé
- Traditionnellement, le patient s'en remettait au savoir du professionnel, qui était supposé savoir ce qui était bon pour son patient et prenait donc seul les décisions dans l'intérêt du patient.
- En 1974, première charte du malade hospitalisé et circulaire ministérielle sur les droits accordés aux patients. Le ministre de la santé est Simone Veil.
- En 1996, la réforme hospitalière prévoit la participation des usagers au conseil d'administration de chaque établissement et aux conférences nationales et régionales de la santé, qui définissent les priorités de santé publique. Le ministre de la santé est alors Alain Juppé.

### La loi du 4 mars 2002: les usagers de la santé acquièrent des droits
La loi du 4 mars 2002 relative aux droits des malades et à la qualité du système de santé consacre dans son titre II intitulé « Démocratie sanitaire » des droits aux personnes ainsi que des droits individuels et collectifs aux usagers du système de santé (voir Démocratie sanitaire).

#### Les droits de la personne
L'article 3 de la loi du 4 mars 2002 affirme les droits de la personne, notamment « le droit fondamental à la protection de la santé » (art. L. 1110-1 du Code de la Santé Publique), le « droit au respect de sa dignité » (art. L. 1110-2 du Code de la Santé Publique), la non-discrimination dans l'accès à la prévention ou aux soins (art. L. 1110-3 du Code de la Santé publique), le « droit au respect de sa vie privée et du secret des informations la concernant » (art. L. 1110-4 du Code de la Santé Publique) et « le droit de recevoir les soins les plus appropriés et de bénéficier des thérapeutiques dont l'efficacité est reconnue et qui garantissent la meilleure sécurité sanitaire au regard des connaissances médicales avérées » (art. L. 1110-5 du Code de la Santé Publique).

#### Les droits et responsabilités des usagers
Un chapitre de la loi du 4 mars 2002 est intitulé « droits et responsabilités des usagers » et inscrit dans le Code de la Santé Publique le fait que « les droits reconnus aux usagers s'accompagnent des responsabilités de nature à garantir la pérennité du système de santé et des principes sur lesquels il repose » (art. L. 1111-1 du Code de la Santé Publique). Cet article s'inscrit dans un mouvement général exprimant que les usagers du système de santé disposent de droits et d'obligations. Le terme de « responsabilités » est inexact d'un point de vue juridique et il conviendrait de plutôt de parler de responsabilisation. 
Les droits reconnus aux usagers du système de santé ont une dimension individuelle et collective.

##### Des droits individuels
Parmi les droits reconnus individuellement aux usagers du système de santé doivent être cités, le droit à l'information et le droit à la co-décision. 

##### Des droits collectifs
Un chapitre est consacré à la « participation des usagers au fonctionnement du système de santé ». En particulier, l'article L. 1114-1 du Code de la Santé Publique prévoit que « les associations, régulièrement déclarées, ayant une activité dans le domaine de la qualité de la santé et de la prise en charge des malades peuvent faire l'objet d'un agrément par l'autorité administrative compétente soit au niveau régional, soit au niveau national ». Elles peuvent alors, par la suite, représenter les usagers dans « les instances hospitalières ou de santé publique ».